# Akira Matsunaga (1914–1943)
Akira Matsunaga (jap. 松永 行 Matsunaga Akira; ur. 21 września 1914 w Yaizu, zm. 20 stycznia 1943 na Guadalcanal) – japoński piłkarz, reprezentant kraju. Zginął podczas walk o Guadalcanal.

## Kariera reprezentacyjna
Karierę reprezentacyjną rozpoczął w 1936 roku. W sumie w reprezentacji wystąpił w dwóch spotkaniach. Został powołany do kadry na Igrzyska Olimpijskie 1936.

## Statystyki
| Reprezentacja Japonii | Reprezentacja Japonii | Reprezentacja Japonii |
| Rok                   | Mecze                 | Gole                  |
| --------------------- | --------------------- | --------------------- |
| 1936                  | 2                     | 1                     |
| Razem                 | 2                     | 1                     |